# Malcolm (Nebraska)
Malcolm – wieś w Stanach Zjednoczonych, w stanie Nebraska, w hrabstwie Lancaster.